# Okrsek 13: Ultimátum
Okrsek 13: Ultimátum (v originále Banlieue 13 - Ultimatum) je francouzský akční film z roku 2009, který režíroval Patrick Alessandrin podle scénáře Luca Bessona. Film se odehrává v blízké budoucnosti v Paříži, významnou roli v něm má parkour. Jedná se o pokračování filmu Okrsek 13.

## Děj
Děj filmu se odehrává v roce 2016. Komisař Damien se podílí na likvidaci překupníků s drogami v centru Paříže. Poté je neprávem obviněn z přechovávání drog a zatčen. Podaří se mu zavolat Leïtovi z okrsku 13, aby ho přišel vysvobodit. Leïto se mezitím setká s mladíkem, který tajně natočil na kameru, jak agenti DISS (Department of Internal State Security) střílí na policejní jednotku a předá mu záznam z kamery. Policejní vůz byl v noci převezen do okrsku 13 a vražda policistů připsána zdejším obyvatelům, čímž byly vyvolány nepokoje. Ředitel DISS Walter Gassman tlačí na francouzského prezidenta, aby dal pokyn k vyklizení okrsku a následné demolici jeho centra raketami. Gassman je tajně spolčen s developerskou společností, která chce na místě postavit mrakodrap. Leïto pronikne na policejní komisařství a podaří se mu osvobodit Damiena a navíc ukrást harddisk z Gassmanovy kanceláře. Poté se vrátí do okrsku, kde vyzvou vůdce místních klanů, aby jim pomohli proti Gassmanovi a jeho lidem. Prezident nechá evakuovat okrsek, ale zdráhá se dát pokyn k odpálení raket. Leïto s Damienem proniknou až k prezidentovi a odhalí zločinné spiknutí. Poté se dohodnou na zrušení okrsku 13 a na jeho přestavbě a prezident rakety odpálí.

## Obsazení
| David Belle          | Leïto                 |
| Cyril Raffaelli      | Damien Tomaso         |
| Philippe Torreton    | francouzský prezident |
| Daniel Duval         | Walter Gassman        |
| Elodie Yung          | Tao                   |
| Pierre-Marie Mosconi | Roland                |
| MC Jean Gab'1        | Molko                 |
| Salim Boughidene     | Samir                 |
| La Fouine            | Ali K                 |
| James Deano          | Karl                  |
| Fabrice Feltzinger   | Montana               |
| Sophie Ducasse       | Sonya                 |
| Frédéric Chau        | Tran                  |
| JMÉNO                | ROLE                  |
| JMÉNO                | ROLE                  |
| JMÉNO                | ROLE                  |

## Zajímavosti
- Filmové pokračování se mělo původně jmenovat Okrsek 14 (Banlieue 14).
- Větší část filmu byla natočena v departementu Val-de-Marne, ale některé scény se natočily v Srbsku.
- Dvě třetiny komparzu pocházely skutečně z pařížských předměstí.
- Film obdržel v roce 2010 v soutěži Gérard du cinéma parodující Césary a oceňující nejhorší filmy cenu Film, který když uvidíš v kině, máš pocit, že jsi ve vagónu RER D v sobotu večer do Villiers-le-Bel.
- Ve scéně, která se odehrává v policejním ředitelství Quai des Orfèvres 36 (zhruba 50. minuta) Daniel Duval nastoupí na nádvoří do černého mercedesu s SPZ 654 EGT 75, ale když automobil projíždí branou na ulici, má SPZ 388 EGU 75.